# Torpedo andersoni
Torpedo andersoni é uma espécie de peixe da família Torpedinidae.
É endémica das Ilhas Cayman.
Os seus habitats naturais são: mar aberto e recifes de coral.